# Завод азотних добрив у Суеці
Завод азотних добрив у Суеці – підприємство єгипетської хімічної промисловості, що знаходиться у промисловій зоні міста Суец. Перше виробництво такого типу в Єгипті.
Проект виробництва азотних добрив в Суеці виник з огляду на можливість використання як сировини газів нафтопереробки місцевого НПЗ. У підсумку в 1951-му тут став до ладу завод з випуску нітрата кальцію в обсягах 270 тисяч тон на рік (42 тисячі тон в перерахунку на азот), який в 1960-му доповнили виробництвом сульфату амонію річною потужністю 100 тисяч тон (21 тисяча тон в перерахунку на азот). Перший проект реалізувала французька приватна компанія Societe Egyptienne d’Engrais et d’Industrie Chimique Suez, проте невдовзі унаслідок націоналізації власником стала єгипетська державна El-Nasr Fertilizers and Chemical Industries Co. (SEMADCO).
В 1967 – 1968 роках на виробничому майданчику заводу частково змонтували лінію з випуску кальцій-аміачної селітри (calcium ammonium nitrate, CAN) потужністю 250 тисяч тон на рік (78 тисяч тон азоту). Втім, через бойові дії війни з Ізраїлем зазначену лінію у підсумку перемістили в дельту Ніла, де запустили в середині 1970-х на заводі у Тальха. З тих саме обставин в 1969-му було тимчасово призупинено і роботу НПЗ Суец та, як наслідок, залежних від нього ліній з випуску азотних добрив. Існували також плани перемістити в Тальху лінію сульфату аммонію, втім, вони так і не були реалізовані, а в 1976-му, за кілька років по завершенню бойових дій, на заводі в Суеці почалось відновлення виробництва.
Наприкінці 1970-х спорудили газопровід Каїр – Суец, який дозволив подати ресурс походженням із Західної пустелі та перевести завод з газів нафтопереробки на природний газ. При цьому вже з 1983-го джерелом останнього стала система Рас-Шукейр – Суец, яка подава ресурс видобутий на родовищах Суецької затоки. Ще за два десятиліття головну роль у постачанні суецького промислового регіону перебрали на себе офшорні родовища Середземного моря, продукція яких надходила по газотранспортному коридору Ель-Тіна – Суец.
В 1993-му стару установку з виробництва аміаку замінили сучасною продуктивністю 400 тон на добу, а в 1995-му стали до ладу дві лінії з виробництва нового добрива – нітрату аммонію (вміст азоту 33,5%) – добовою потужністю 1000 тон.
Комплекс заводу має численні домоміжні виробництва, зокрема:
- дві установки з випуску азотної кислоти, введені у 1958-му (продуктивність 150 тон на добу) та 1986 (450 тон на добу) роках;
- установка сульфатної кислоти, що стала до ладу в 1983-му (300 тон на добу);
- установка підготовки води (155 м3 на годину демінералізованої води та інша продукція);
- турбіни потужністю 11 МВт та 7,5 МВт, що вбудовані у технологічний процес отримання аміаку та сульфатної кислоти.
Завод також має власну вапнякову копальню, що розташована за 25 км від основного майданчику.